# Partito Indipendente Americano
Il Partito Indipendente Americano (in inglese: American Independent Party, acronimo: AIP) è un partito politico di estrema destra degli Stati Uniti fondato nel 1967. L'AIP è noto principalmente per la sua candidatura nel 1968 dell'ex governatore democratico George Wallace dell'Alabama, che ha vinto in 5 Stati, arrivando terzo a livello nazionale, nelle elezioni presidenziali di quell'anno con un programma di stampo segregazionista di "legge e ordine" contro i due principali candidati Richard M. Nixon e Hubert H. Humphrey. Nel 1976, il partito si è diviso tra il moderno Partito Indipendente Americano ed il Partito Americano. Dal 1992 al 2008, il partito è stato affiliato californiano del Partito della Costituzione. La sua uscita dal Partito della Costituzione ha portato a una disputa sulla leadership durante le elezioni del 2016.

## Storia

### Campagna di Wallace

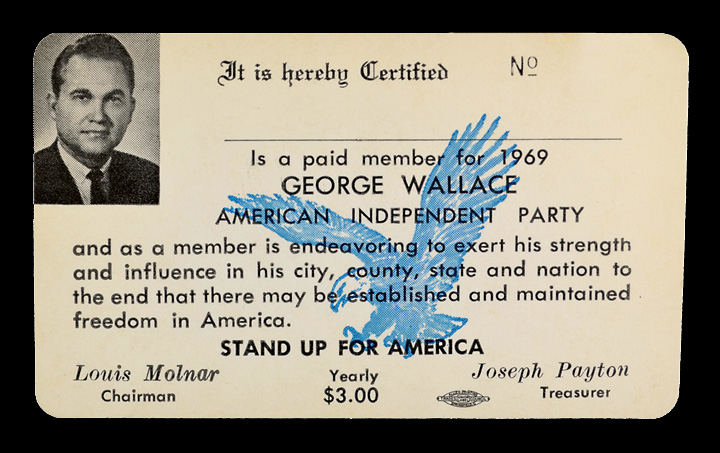
Tessera del partito del 1969 del suo candidato George Wallace

Nel 1967, l'AIP venne fondato da Bill Shearer e sua moglie, Eileen Knowland Shearer. Scelse George Wallace (ex democratico) come suo candidato presidenziale e il generale in pensione dell'aeronautica americana Curtis E. LeMay come candidato vicepresidente. Wallace si candidò a tutte le votazioni statali alle elezioni, sebbene non rappresentasse l'American Independent Party in tutti i cinquanta Stati: nel Connecticut, ad esempio, venne indicato sulla scheda elettorale come candidato del "George Wallace Party". Il duo Wallace/LeMay ricevette il 13,5% dei voti popolari e 46 voti elettorali dagli stati di Arkansas, Louisiana, Mississippi, Georgia ed Alabama. Nessun candidato di un terzo partito ha vinto più di un voto elettorale dalle elezioni del 1968.
Nel 1969, i rappresentanti di quaranta Stati istituirono il Partito Americano come successore dell'AIP. In alcuni luoghi, come il Connecticut, il Partito Americano è stato costituito come "Partito Conservatore Americano" (il moderno Partito Conservatore Americano, fondato nel 2008, non è legato al partito dell'era Wallace). Nel marzo 1969, il partito si candidò a un'elezione speciale nell'8º distretto del Congresso nel Tennessee nord-occidentale, per sostituire il membro del Congresso Robert "Fats" Everett, che era morto in carica. Il suo candidato, William J. Davis, ebbe un ottimo risultato per un piccolo partito, superando il repubblicano Leonard Dunavant, con 16.375 voti contro i 15.773 di Dunavant; sebbene vinse il democratico moderato Ed Jones, con 33.028 voti (47%).
La bandiera del partito, adottata il 30 agosto 1970, raffigura un'aquila che tiene un gruppo di frecce negli artigli sinistri, sopra una rosa dei venti, con uno striscione che recita "The American Independent Party" alla base dell'aquila.
Il "Partito Americano", come veniva comunemente chiamato e legalmente definito in diversi Stati, occasionalmente continuò a candidarsi al Congresso e al governo, ma pochi candidati ebbero un impatto reale sulle elezioni. Nel 1970, l'AIP candidò a governatore della Carolina del Sud Alfred W. Bethea, un ex membro democratico della Camera dei rappresentanti della Carolina del Sud della contea di Dillon. Bethea ottenne solo il 2% dei voti. In un'altra elezione governatoriale del 1970, il Partito Americano dell'Arkansas candidò Walter L. Carruth (1931-2008), un giudice di pace dalla Phillips County nell'Arkansas orientale, ed egli ricevette 36.132 voti (5,9%), non abbastanza da influenzare il risultato in cui il democratico Bumpers sconfisse il repubblicano Rockefeller. Il Partito Americano ottenne l'accesso al voto in Tennessee nel 1970, superando facilmente la soglia del 5% richiesta, e tenne un'elezione primaria che nominò una lista di candidati tra cui uomo d'affari Douglas Heinsohn per il governatore. Tuttavia, né Heinsohn né alcun altro candidato del Partito Americano superò la soglia del 5% nelle elezioni del Tennessee del 1970, e allo stesso modo non riuscì a farlo nel 1972, così il partito perse l'accesso al voto, non riuscendo, ad oggi, a riprenderlo.
Nel 1972, il Partito Americano candidò il membro del Congresso repubblicano John G. Schmitz della California come presidente e l'autore del Tennessee Thomas Jefferson Anderson, entrambi membri della John Birch Society, come vice presidente (ricevettero oltre un milione di voti). In quelle elezioni, Hall Lyons, un dirigente dell'industria petrolifera di Lafayette, Louisiana, ed ex repubblicano, si candidò come candidato al Senato degli Stati Uniti per l'AIP, ma finì ultimo in una gara tra 4 candidati dominata dal candidato democratico, J. Bennett Johnston, Jr.

### Dopo la scissione del 1976
Nel 1976, l'AIP si divise nel più moderato Partito Americano, che includeva più conservatori del nord e sostenitori di Schmitz, e l'omonimo American Independent Party, che si concentrava sul Profondo Sud. Entrambi i partiti hanno nominato candidati alla presidenza e ad altri incarichi. Né l'American Party né l'AIP hanno avuto successo nazionale e il Partito Americano non ha ottenuto l'accesso al voto in nessuno Stato dal 1996.
All'inizio degli anni '80, Bill Shearer guidò l'American Independent Party nel Partito Populista. Dal 1992 al 2008, l'American Independent Party è stato affiliato californiano del Constitution Party.

### Controversia sulla leadership del 2007
Una scissione nell'American Independent Party si è verificata durante la campagna presidenziale del 2008, una fazione ha riconosciuto Jim King come presidente dell'AIP e l'altra ha riconosciuto Ed Noonan come presidente. La fazione di Noonan rivendica il vecchio sito web principale dell'AIP mentre l'organizzazione King rivendica il blog dell'AIP. Il gruppo di King si è riunito a Los Angeles il 28 e 29 giugno ed egli è stato eletto presidente del partito nello Stato. La fazione di Ed Noonan, che comprendeva 8 dei 17 ufficiali dell'AIP, ha tenuto una convention a Sacramento il 5 luglio 2008. I temi della divisione erano la politica estera degli Stati Uniti e l'influenza del fondatore del Partito della Costituzione Howard Phillips sul partito.
Il gruppo di King ha scelto di rimanere nel Constitution Party e ha sostenuto il suo candidato alla presidenza, Chuck Baldwin. Non è stato indicato come "partito politico qualificato" dal Segretario di Stato della California e il nome di Baldwin non è stato stampato sulle schede elettorali dello Stato. Il gruppo di King ha citato in giudizio per l'accesso al voto e il caso è stato archiviato.
Il gruppo di Noonan ha votato per ritirarsi dal Constitution Party e unirsi a un nuovo partito chiamato America's Party, unito dal candidato perenne ed ex ambasciatore delle Nazioni Unite Alan Keyes come veicolo per la sua campagna presidenziale. Poiché Noonan era registrato con il Segretario di Stato della California come presidente (uscente) del partito, Keyes è stato aggiunto alle urne statali come candidato dell'AIP. Questo gruppo ha eletto Markham Robinson come suo nuovo presidente alla convention.

## Risultati elettorali

### Elezioni presidenziali
| Anno | Candidato presidente                           | Stato      | Occupazioni precedenti | Candidato vicepresidente                      | Stato      | Occupazioni precedenti | Voti                                      | Note   |
| ---- | ---------------------------------------------- | ---------- | --- | --------------------------------------------- | ---------- | --- | ----------------------------------------- | ------ |
| 1968 | George Wallace ex Democratico                  | Alabama    | Governatore dell'Alabama (1963–1967) | Curtis LeMay                                  | California | Generale dell'United States Air Force (1951-1965) Comandante in capo dello Strategic Air Command (1948-1957) Vice-capo dello staff dell'Air Force (1957-1961) Capo dello staff dell'Air Force (1961-1965)                    | 9.906.473 (13.5%) 46 EV (voti elettorali) |        |
| 1972 | John G. Schmitz                                | California | Membro della United States House of Representatives dal 35º distretto del Congresso della California (1970-1973)                                                                                          | Thomas J. Anderson                            | Tennessee  | Editore di riviste | 1.099.482 (1.4%) 0 EV                     |        |
| 1976 | Lester Maddox                                  | Georgia    | Governatore della Georgia (1967-1971) Vice-governatore della Georgia (1971-1975) | William Dyke                                  | Wisconsin  | Sindaco di Madison (1969-1973) Candidato governatore del Wisconsin (1974) | 170.531 (0.2%) 0 EV                       |        |
| 1980 | John Rarick                                    | Louisiana  | Membro della U.S. House of Representatives dal 6º distretto del Congresso della Louisiana (1967-1975) | Eileen Shearer                                | California | Cofondatrice dell'American Independent Party | 41.268 (<0.1%) 0 EV                       |        |
| 1984 | Appoggio a Bob Richards (Partito Populista)    | Texas      | Atleta olimpico ritirato | Maureen Kennedy Salaman                       | California | Scrittrice, nutrizionista | 66.336 (0.1%) 0 EV                        |        |
| 1988 | James C. Griffin                               | Texas      | Candidato senatore in California (1980) Candidato governatore della California (1982) Candidato vice-governatore della California (1986)                                                                  | Charles Morsa                                 |            | | 27.818 (<0.1%) 0 EV                       |        |
| 1992 | Appoggio a Howard Phillips (U.S. Taxpayers')   | Virginia   | Presidente del The Conservative Caucus Candidato senatore per il Massachusetts (1978) | Albion W. Knight                              | Florida    | Vescovo della United Episcopal Church of North America (Movimento anglicano di continuazione) (1989-1992) | 43.369 (<0.1%) 0 EV                       |        |
| 1996 | Appoggio a Howard Phillips (U.S. Taxpayers')   | Virginia   | Presidente del The Conservative Caucus Candidato senatore per il Massachusetts (1978) | Herbert Titus                                 | Oregon     | Avvocato, scrittore | 184.656 (0.2%) 0 EV                       |        |
| 2000 | Appoggio a Howard Phillips (Constitution)      | Virginia   | Presidente del The Conservative Caucus Candidato senatore per il Massachusetts (1978) | Curtis Frazier                                | Missouri   | Candidato senatore per il Missouri (1998) | 98.020 (0.1%) 0 EV                        |        |
| 2004 | Appoggio a Michael Peroutka (Constitution)     | Maryland   | Avvocato Fondatore dell'Institute on the Constitution | Chuck Baldwin                                 | Florida    | Pastore, conduttore radiofonico | 143.630 (0.1%) 0 EV                       |        |
| 2008 | Appoggio ad Alan Keyes (America's Independent) | New York   | Assistant Secretary of State for International Organization Affairs (1985–1987) Candidato senatore per il Maryland (1988,1992) Candidato presidente (1996, 2000) Candidato senatore per l'Illinois (2004) | Wiley Drake                                   | California | Ministro, conduttore radiofonico | 47.694 (<0.1%) 0 EV                       |        |
| 2012 | Appoggio a Tom Hoefling (America's)            | Iowa       | Attivista | Robert Ornelas                                | California | Attivista | 40.641 (<0.1%) 0 EV                       |        |
| 2016 | Appoggio a Donald Trump (Repubblicano)         | New York   | Uomo d'affari Presidente della The Trump Organization (1971-2017) | Mike Pence                                    | Indiana    | Membro della U.S. House of Representatives dal 2º distretto dell'Indiana (2001-2003) Membro della U.S. House of Representatives dal 6º distretto del Congresso dell'Indiana (2003-2013) Governatore dell'Indiana (2013-2017) | 62.984.825 (46.1%) 304 EV                 | [ 15 ] |
| 2020 | Rocky De La Fuente (Alliance; Reform)          | California | Uomo d'affari e candidato perenne | Kanye West (Candidato independente; Birthday) | Wyoming    | Rapper | 60.160 (0.34%) 0 EV                       | [ 16 ] |

### Candidati governatori della California
| Anno | Candidato           | Voti    | % Voti |
| ---- | ------------------- | ------- | ------ |
| 1970 | Bill Shearer        | 65.847  | 1.01   |
| 1974 | Edmon V. Kaiser     | 83.869  | 1.34   |
| 1978 | Theresa F. Dietrich | 67.103  | 0.97   |
| 1982 | James C. Griffin    | 56.249  | 0.71   |
| 1986 | Gary V. Miller      | 50.547  | 0.68   |
| 1990 | Jerome McCready     | 139.661 | 1.81   |
| 1994 | Jerome McCready     | 133.888 | 1.55   |
| 1998 | Nathan Johnson      | 37.964  | 0.45   |
| 2002 | Reinhold Gulke      | 128.035 | 1.71   |
| 2003 | Charles Pineda, Jr. | 1.104   | 0,01   |
| 2003 | Diane Beall Templin | 1.067   | 0,01   |
| 2006 | Edward C. Noonan    | 61.901  | 0.71   |
| 2010 | Chelene Nightingale | 166.312 | 1.65   |